# Jill Johnston
Jill Johnston, nota anche con lo pseudonimo di F. J. Crowe, (Londra, 17 maggio 1929 – Hartford, 18 settembre 2010) è stata un'attivista e giornalista statunitense.
Autrice di Lesbian Nation nel 1973 e giornalista per The Village Voice, fu leader del movimento separatista lesbico degli anni '70.

## Biografia
Johnston nacque come Jill Crowe a Londra nel 1929, l'unica figlia di Olive Marjorie Crowe, un'infermiera americana, e Cyril F. Johnston, un campanaro e orologiaio britannico la cui azienda familiare Gillett & Johnston aveva creato il carillon della Riverside Church a New York. Dopo la separazione dei suoi genitori si trasferì con sua madre a New York, dove è cresciuta. 
Dopo aver frequentato il college in Massachusetts e Minnesota, conseguì un Master in Belle Arti presso l'Università del North Carolina a Greensboro.

## Carriera
Per molti anni, a partire dal 1959 e durante gli anni '60, Johnston fu una critica di danza per The Village Voice, il settimanale del centro di New York. Era amichevole con molti artisti, personaggi di spettacolo, compositori e poeti, specialmente durante gli anni '60 e '70. Durante la fine degli anni '60 Deborah Jowitt si unì al giornale e scrisse una rubrica di danza regolare per The Voice, mentre la colonna di danza di Johnston divenne una sorta di diario settimanale, che raccontava le sue avventure nel mondo dell'arte di New York.
Fu membro di un panel di New York del 1971 prodotto da Shirley Broughton come parte della serie Theatre for Ideas. L'evento fu un acceso dibattito sul femminismo con Norman Mailer, Germaine Greer, Diana Trilling e Jacqueline Ceballos, presidente dell'Organizzazione nazionale per le donne. L'evento fu anche pubblicizzato come una Battaglia dei sessi intellettuale, promuovendo efficacemente il libro Prisoner of Sex (1971) di Mailer, allora appena pubblicato, critico sul femminismo. Nel bel mezzo di questo evento Johnston salì sul palco con due amiche femministe e lesse una poesia, dopo di che le tre donne simularono (completamente vestite) del sesso lesbo (indulgendo in un po' di teatro di guerrilla femminista, che ammise di aver imparato dagli Yippies) e uscirono rapidamente. Nonostante questa colorata interruzione, Greer e Mailer continuarono a scambiarsi colpi verbali tra loro per il resto dell'evento. Questo episodio fu ampiamente descritto da scrittori come Susan Sontag e Cynthia Ozick e filmato dal documentarista D. A. Pennebaker, che ne produsse il documentario cult intitolato Town Bloody Hall.
Come registrato in Lesbian Nation, Johnston fu spesso al centro di controversie all'interno del movimento femminista degli anni '60 e '70. Divenne famosa per aver dichiarato che "tutte le donne sono lesbiche tranne quelle che ancora non lo sanno".

Fu anche una delle prime scrittrici controculturali e lesbiche della rivista Ms., arrivando alla conclusione che la rivista fosse troppo mainstream, presentando infine il femminismo come appetibile, adatto alle famiglie e sicuro. Secondo l'autrice Vivian Gornick: 
 In un'altra occasione, Johnston si annoiò a una conferenza stampa a bordo piscina tenuta dalla femminista Betty Friedan, e così decise di togliersi la maglietta e fare una nuotata.
Nel 1977 divenne un'associata del Women's Institute for Freedom of the Press (WIFP), un'organizzazione editoriale senza scopo di lucro che lavora per aumentare la comunicazione tra le donne e connettere il pubblico con forme di media basati sulle donne.
La carriera di Johnston come critica di danza fu ostacolata dalla controversia che assistette alla pubblicazione di Lesbian Nation e dalla pubblicità generata dal suo stile drammatico di attivismo femminista lesbico. Lavorò con The Village Voice fino al 1981 e successivamente pubblicò saggi letterari e artistici. Insieme alle memorie politiche Lesbian Nation e Gullible's Travels, pubblicò un'antologia di critica sulla danza intitolata Marmalade Me, nonché le autobiografie Mother Bound e Paper Daughter.
Descritto da un critico come "in parte Gertrude Stein, in parte E. E. Cummings, con un pizzico di Jack Kerouac gettato per buona misura", lo stile di scrittura fluido e libero di Johnston degli anni '70 corrispondeva alla natura colorata dei racconti dei suoi libri Lesbian Nation and Gullibles Travels. Il suo lavoro successivo come letteraria e critica d'arte per Art in America e il New York Times Review of Books è più standard nel tono e nel contenuto. I primi scritti non raccolti in altri volumi possono essere trovati in Admission Accomplished mentre la biografia critica Jasper Johns rappresenta un esempio del suo stile successivo.
Johnston fu il soggetto di uno dei ritratti di Andy Warhol, Jill, un film muto di 4 minuti e mezzo girato in bianco e nero  (1963).

## Vita privata
Nel 1958 Johnston sposò Richard John Lanham, da cui divorziò nel 1964. Ebbero due figli. Nel 1993 in Danimarca sposò Ingrid Nyeboe. La coppia si risposò nel Connecticut nel 2009.

## Morte
Johnston morì nel 2010 in seguito ad un ictus, all'età di 81 anni.

## Opere
- Marmalade Me (1971)
- Lesbian Nation: The Feminist Solution (1973)
- Gullibles Travels (1974)
- Mother Bound (1983)
- Paper Daughter (1985)
- Secret Lives in Art (1994)
- Jasper Johns (1996)
- Admission Accomplished: the Lesbian Nation years (1970–75) (1998)
- At Sea On Land: Extreme Politics (2005)
- England's Child: The Carillon and the Casting of Big Bells (2008)